# 애비 브람멜
애비 브래멀(Abby Brammell, 1979년 3월 19일 ~ )은 미국의 배우이다.
켄터키주에서 태어났다.

## 출연 작품

### 영화
- 단델리온 더스트 (2009, Like Dandelion Dust) - 베스 역
- 제이엘 랜치 (2016, J.L. Family Ranch)

### 텔레비전
- NCIS (2010) - 헤더 뎀프시 역